# Bomber Command
Il Bomber Command (in italiano "Comando bombardieri") della Royal Air Force (RAF - l'aeronautica militare britannica) fu formato nel 1936 per prendersi carico di tutte le attività di bombardamento della forza aerea di cui faceva parte. Acquistò particolare fama durante la seconda guerra mondiale, quando i suoi bombardieri colpirono in 389.809 voli totali, prevalentemente notturni, città, fabbriche e obiettivi militari della Germania, dell'Italia e dei territori occupati dalla Wehrmacht o dai suoi alleati.
Il Bomber Command inaugurò l'era dei bombardamenti aerei durante la seconda guerra mondiale, colpendo Berlino l'11 maggio 1940; dopo alcune difficoltà iniziali, dal febbraio 1942 passò all'inesorabile strategia del Area bombing e del maximum use of fire approvata personalmente da Winston Churchill, con la creazione dei famosi "vortici di fuoco" sulle città tedesche, che distrussero quasi totalmente i centri storici e causarono la morte di almeno 500.000 civili. Pur a costo di pesanti perdite di aerei ed equipaggi, il Bomber Command continuò tenacemente per quattro anni, sotto la guida del suo comandante in capo, maresciallo dell'aria Arthur Harris, la devastante campagna di bombardamenti notturni che contribuirono al crollo materiale e morale della Germania la stessa tattica usata poi anche in Corea.
Le missioni non si limitarono ai soli bombardamenti notturni: alcuni bombardieri leggeri volarono in versione da caccia nella battaglia d'Inghilterra; altri compirono raid diurni a bassa quota; vennero sganciate migliaia di mine navali in mare e furono affondate centinaia di navi. In alcune occasioni i bombardieri del Bomber Command furono anche in grado di completare con pieno successo audaci missioni di attacco di precisione contro obiettivi selezionati della Germania nazista come le dighe della Ruhr e i centri di sviluppo delle armi segrete tedesche per la Germania.
Nel 1968, in seguito ad una riforma delle forze della Royal Air Force, fu unito insieme al Fighter Command per formare lo Strike Command, in cui poco tempo dopo fu inglobato anche il Coastal Command.

## Storia

### Genesi
Nel Regno Unito una figura centrale della RAF fu il maresciallo Hugh Trenchard, capo di stato maggiore della forza aerea dal 1919 al 1929. Egli, in linea con il pensiero del generale italiano Giulio Douhet, sostenne che l'offensiva aerea globale sarebbe stata l'elemento decisivo di un eventuale prossimo conflitto in Europa. In precedenza, durante la prima guerra mondiale, già il maresciallo Jan Smuts aveva teorizzato la necessità di una forza aerea indipendente con un proprio stato maggiore, incaricata soprattutto di costituire una forza da bombardamento imponente in grado di colpire la Germania. Anche se contrari alle leggi umanitarie, i bombardamenti sulle città, centri della produzione industriale e della manodopera, sarebbero stati estremamente efficaci ai fini della vittoria, dato che avrebbero comportato, oltre ai danni materiali, sfiducia, stanchezza e caos, minando alla base il consenso della popolazione nemica verso il proprio governo. Resistenze da parte della Royal Navy e del British Army (già invisi alla RAF in quanto arma da loro indipendente), oltre che l'arrivo della crisi del 1929, fecero sì che le tesi di Trenchard venissero sostanzialmente rigettate.
Con questa teoria scartata, la RAF rispose al riarmo di Adolf Hitler riorganizzando, per mezzo del nuovo capo di stato maggiore Edward Ellington, le sue forze dando vita, il 14 luglio 1936, al Fighter Command (comando caccia), Coastal Command (comando costiero), Flying Training Command (comando addestramento al volo), Army Cooperation Command (comando cooperazione con l'esercito) e Bomber Command.
I tempi per lo sviluppo di nuovi aerei furono molto lunghi. I bombardieri Vickers Wellington, iniziati ad essere progettati nel 1932, eseguirono il primo volo nel 1936 e raggiunsero gli squadroni solo due anni dopo; allo stesso modo i bombardieri Vickers Wellesley, disegnati nel 1931 e inaugurati nel giugno 1935, entrarono nelle linee della RAF solo nel 1937, per venirne radiati nel settembre 1939. Il risultato fu che quando Edgar Ludlow-Hewitt divenne capo del Bomber Command nel settembre 1937, questo constatò che i suoi aerei erano totalmente inadatti alla guerra, così come i loro equipaggi, troppo esposti sia agli attacchi da terra sia a quelli dall'aria, in grado di volare solo in condizioni meteo favorevoli. Hewitt pertanto diede disposizioni per aumentare la sicurezza sugli aerei, ordinò la messa in opera di ausili per la navigazione e riformò le tecniche di addestramento del personale di volo (di cui si parlerà più avanti).
Le mire espansionistiche di Hitler, in particolare la sua volontà di annettere i Sudeti, preoccuparono la RAF, che, per precauzione, elaborò tramite l'Air Staff un piano (Western Air Plans) di attacco consistente in sedici punti ognuno dei quali rappresentava un obiettivo in Germania, dalle industrie alle strutture della Luftwaffe (l'aeronautica militare guidata da Hermann Göring). Il Bomber Command tuttavia si mostrò scettico nei confronti di alcuni punti dei Western Air Plans, come il WA1 (distruzione delle forze di attacco al suolo della Luftwaffe) che implicava colpire obiettivi piccoli e difficili da individuare, mentre accolse favorevolmente il punto WA5, che dava disposizioni su come bombardare le estese zone industriali della Ruhr.

### Seconda guerra mondiale

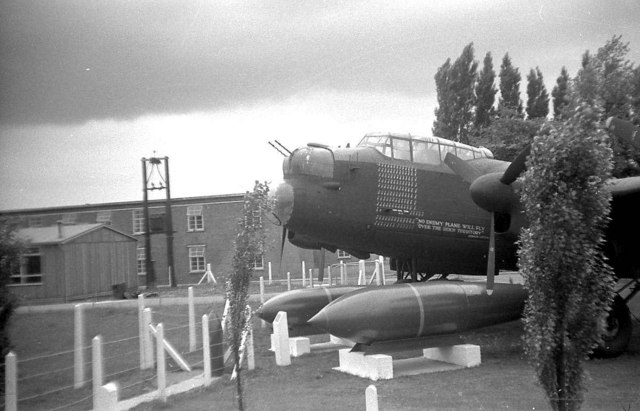
Un Lancaster con due bombe Tallboy in posa davanti alla base della RAF di Scampton (West Lindsey)

Quando, nel settembre 1939, iniziò la seconda guerra mondiale, la prima linea del Bomber Command consisteva in aerei lenti e poco protetti, dotati di ausili di navigazione primitivi. Non sorprende quindi che le primissime missioni consistettero, per la maggior parte, in lanci di volantini propagandistici sulla Germania. Comunque, il 2 settembre il ministero dell'aria distaccò in Francia l'intero 1º gruppo, montato sui Fairey Battle, per formare l'embrione della futura Advanced Air Striking Force (AASF), con compiti di bombardamento tattico a supporto delle truppe anglo-francesi.
Nel giugno 1940, a seguito della resa della Francia, il Regno Unito rimase la sola potenza a confrontarsi con la Germania e la sua forza aerea, la Luftwaffe. In quel periodo quindi, il Bomber Command fu l'unica unità britannica in grado di attaccare i territori occupati dalla Wehrmacht e cominciò, nonostante l'inadeguatezza dei mezzi, compiendo le sue missioni di notte cercando di evitare la potente contraerea tedesca.
Nel luglio del 1940, dopo che Churchill respinse le proposte di un accordo di pace da parte tedesca, la Germania cominciò ad accumulare mezzi da sbarco nelle coste francesi e olandesi per intraprendere l'operazione Seelöwe, la prevista invasione dell'Inghilterra. Il Bomber Command attaccò ripetutamente questi natanti coadiuvando le operazioni di caccia aerea del Fighter Command, pesantemente impegnato nella battaglia d'Inghilterra. In questo scontro aereo per ottenere il predominio dei cieli britannici, nonostante la caccia britannica fece da protagonista, fu il Bomber Command a patire più perdite. Nel marzo 1941 Churchill ordinò di intensificare gli attacchi contro l'attività della Kriegsmarine, la marina militare tedesca. L'ordine investì in pieno il Bomber Command e il Coastal Command che, unendo le forze, incrementarono la posa di mine navali e danneggiarono le corazzate Scharnhorst e Gneisenau.
Nell'estate 1941 il cosiddetto "rapporto Butt" (dal nome del suo sviluppatore David Bensusan-Butt, segretario del gabinetto di guerra) mostrò che solo il 30% dei bombardieri riusciva a far cadere le bombe in un raggio di 8,05 km dall'obiettivo, e proprio questo fu uno dei principali fattori che favorì l'adozione del bombardamento a tappeto, indiscriminato ma con più probabilità di colpire qualcosa. In inverno vennero risparmiate le forze per l'anno successivo, un anno che si rivelò pieno di novità per il Bomber Command: cominciarono infatti ad arrivare i primi bombardieri Avro 683 Lancaster e, dal 22 febbraio, poco dopo l'uscita della direttiva che ufficializzò i bombardamenti a tappeto, Arthur Harris successe a Jack Baldwin come comandante in capo. L'intento, fortemente appoggiato da Churchill e dal suo consigliere, il fisico Frederick Lindemann, era quello di distruggere il morale della popolazione e polverizzare le strutture produttive dei 58 principali centri industriali tedeschi. Conscio della crisi in cui stava versando il Bomber Command, Harris predispose un massiccio attacco contro tre città tedesche (Colonia, Essen e Brema) effettuato ogni volta con circa 1.000 bombardieri (operazione Millennium). Il 30 maggio 1942 vennero radunati tutti gli aerei e gli equipaggi disponibili che in tarda serata devastarono Colonia, mentre le altre due città subirono danni minori.

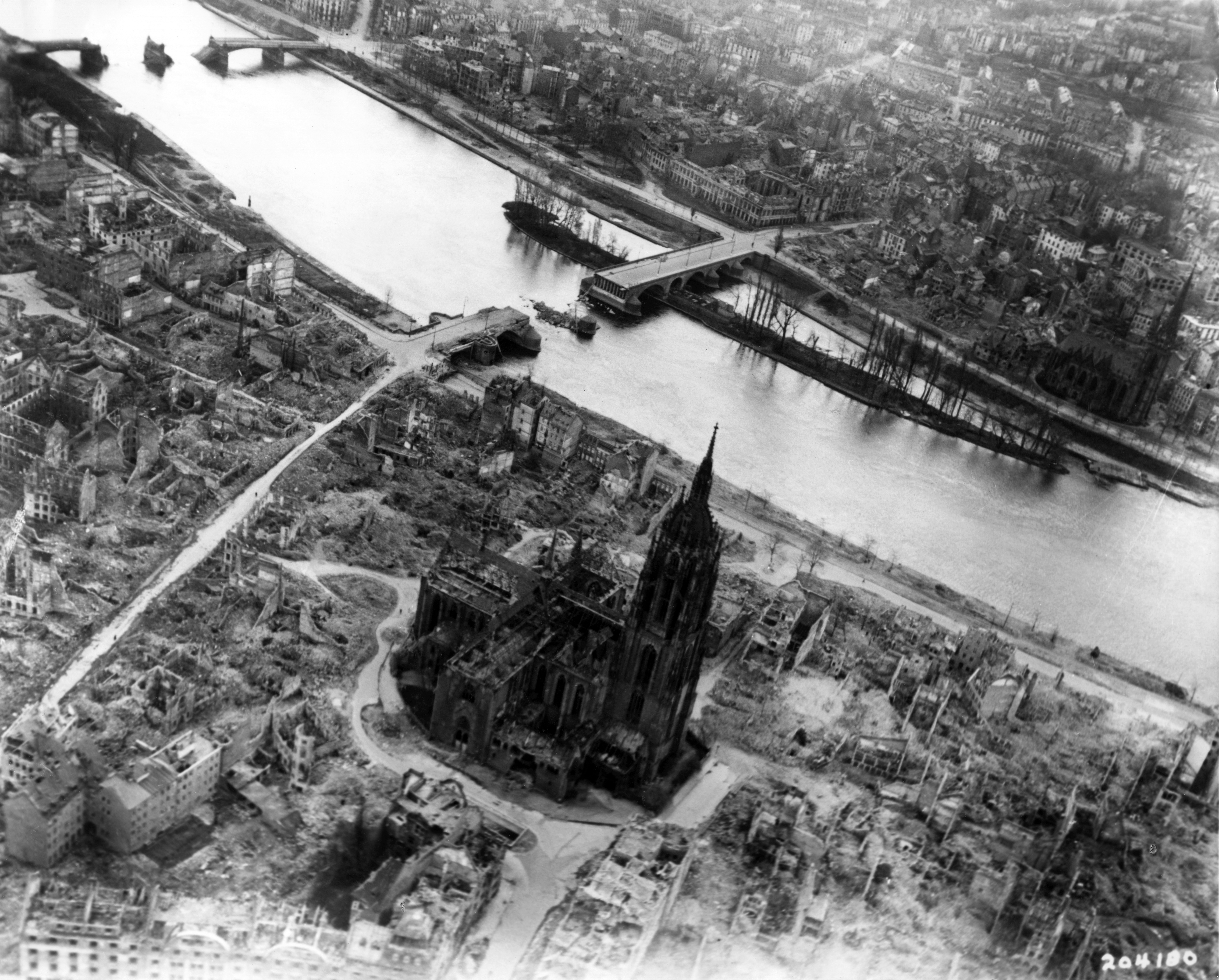
Il centro storico di Francoforte sul Meno nel marzo 1945

Nonostante i risultati incoraggianti dell'operazione Millennium, i problemi circa la scarsa precisione dei bombardamenti continuarono ad assillare Harris. Nel 1942 sorsero, per uscire definitivamente dalla crisi, le figure dei Pathfinder e dei Master Bomber (di cui si parlerà in seguito), un'unità la prima e una nuova figura di aviatore la seconda, incaricate di aiutare la forza d'attacco segnalando con apposite tecniche e indicazioni il luogo preciso da bombardare. Il maggio 1943 vide i migliori uomini del Bomber Command distruggere in un ardito raid a bassa quota compiuto con bombe e strumenti di bordo speciali, le dighe dei fiumi Möhne ed Eder (operazione Chastise). Nell'agosto dello stesso anno l'azione principale fu l'operazione Hydra su Peenemünde, un'offensiva diretta alla distruzione dei centri di sviluppo dei missili V1 e V2 tedeschi, che ebbe però un esito mediocre.

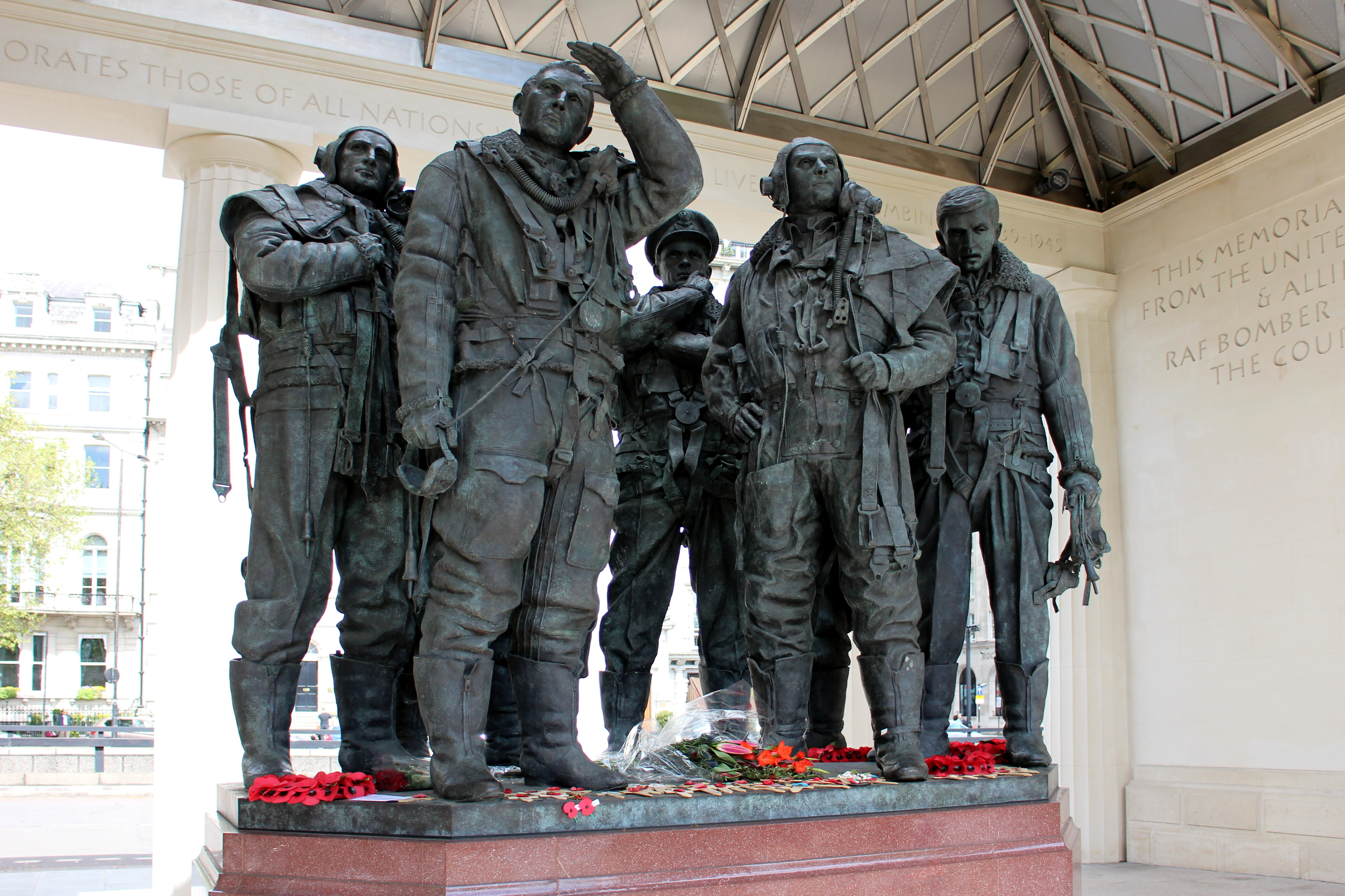
Particolare del Memoriale del RAF Bomber Command a Londra, dedicato agli equipaggi della seconda guerra mondiale.

Dal novembre 1943 alla fine del marzo 1944 il Bomber Command si impegnò nella battaglia aerea di Berlino, subendo il più alto tasso di perdite in tutta la guerra, dando adito a dubbi nelle alte sfere della RAF circa il modo di procedere di Harris, che peraltro, nel caso specifico di Berlino, non dette i risultati sperati nonostante le gravi devastazioni inflitte alla capitale tedesca. Di pari passo continuarono sempre gli attacchi alle basi e ai cantieri di U-Boot e al naviglio della Kriegsmarine, che nel 1944 vide affondata da una bomba Tallboy, sganciata da un Lancaster, la corazzata Tirpitz. In vista dello sbarco in Normandia del giugno 1944, i comandi del Bomber Command e dell'USAAF (le forze aeree dell'esercito statunitense) vennero unificati nella persona di Dwight D. Eisenhower, comandante supremo Alleato in Europa, che obbligò Harris e il comandante dell'USAAF Carl Spaatz, ad alleggerire la pressione sulle città tedesche concentrandosi invece sulle basi della Luftwaffe e sulle vie di comunicazione della Francia settentrionale, non prima però dell'ultimo grande raid del Bomber Command sulla città tedesca di Norimberga, che si risolse in un disastro. Dopo lo sbarco, col procedere dell'avanzata Alleata, il Bomber Command volò via via sempre più in missioni di appoggio tattico alle truppe di terra. Un ultimo e controverso bombardamento strategico, anche per gli stessi ufficiali della RAF, si verificò nel febbraio 1945 con il devastante bombardamento su Dresda che distrusse quasi completamente la città.
Durante tutta la guerra il Bomber Command lanciò un totale di 970.369 tonnellate di bombe e 47.307 mine, cifre superate da nessun'altra forza aerea impegnata nel conflitto. Le perdite vennero quantificate in 8.655 aerei (2,22%) dei quali 6.440 precipitati in Germania, che portarono con sé un totale globale di 55.573 uomini (la RAF, nel suo complesso, ne perse 79.281) dei quali 47.268 deceduti nel corso di operazioni offensive; tra loro vi erano circa 10.000 canadesi, 4.000 australiani, più di 1.500 neozelandesi, quasi 1.000 polacchi e circa 500 provenienti da altri paesi. I caduti sono ricordati da un monumento inaugurato nel 2012 a Green Park.
Il reale apporto materiale che ebbero i bombardamenti a tappeto sulla definitiva sconfitta della Germania nazista è un argomento molto controverso e ancora oggi dibattuto. Non sono pochi infatti gli storici che descrivono come "crudeltà inutili" i bombardamenti notturni di cui si occupava la RAF sulle città tedesche, non contro obbiettivi militari (impossibili da identificare con precisione di notte a causa dell'insufficiente tecnologia del tempo) ma contro la popolazione civile. Spesso questa campagna viene associata con atti di vero e proprio terrorismo (parere già denunciato all'epoca da Goebbels).

#### Espansione nella seconda guerra mondiale
I numeri non includono le unità addestrative.
|                              | 3 lug 1941 | 2 gen 1942  | 20 feb 1942 | 10 lug 1942 | 7 gen 1943 | 8 lug 1943 | 31 dic 1943 | 29 giu 1944 (incompleto) | 11 gen 1945                                        | 19 apr 1945     |
| Nº aerei (non operativi)     | 970 (236)  | 1.070 (121) | 970 (236)   | 827 (77)    | 1.098 (95) | 1.296 (58) | 1.412 (166) | 1.641 (28)               | 2.194                                              | 2.385           |
| Nº squadroni (non operativi) | 54 (12)    | 61 (6)      | 54 (12)     | 49 (4)      | 66 (4)     | 59 (3)     | 73 (10)     | 73                       | 98 più una Bombing Support Development Unit (BSDU) | 97 più una BSDU |
| Nº gruppi (non operativi)    | 6 (1)      | 6           | 6 (1)       | 6 (1)       | 6          | 6          | 7           | 7                        | 7                                                  | 7               |

Alcuni aerei (già inclusi nei numeri della tabella) erano alle dirette dipendenze dei comandi superiori della RAF. Nello specifico, il 3 luglio 1941 il Director of Plans del ministero dell'aria controllava due squadroni per complessivi diciotto velivoli, numero sceso a dodici il 2 gennaio 1942 e ritornato a diciotto il 20 febbraio dello stesso anno; il 10 luglio 1942 l'Assistant Chief of the Air Staff contava cinquantasei velivoli, cinquantatré il 7 gennaio 1943. Dopo questa data non risultano aerei sotto il diretto controllo dei comandi superiori.
FONTE: RAF Bomber Command, Background and In-Depth Features, Orders of Battle 

### 1946-1968: l'epoca della guerra fredda
Per espandere le proprie capacità di carico il Bomber Command si dotò nel luglio 1948 dei bombardieri statunitensi Boeing B-29 Superfortress (che usò poi nel ponte aereo per Berlino) e li rinominò "Boeing Washington B.1", che andarono così ad affiancare gli Avro 694 Lincoln e gli altri aerei usati durante la seconda guerra mondiale, in seguito esso prese parte anche al conflitto in Corea. Il primo bombardiere a reazione che entrò nelle file del Bomber Command fu l'English Electric Canberra, qualcuno dei quali rimase in servizio fino al 2006 come aereo da ricognizione; venne poi il Vickers Valiant nel 1955, il primo dei "V-Bomber" arrivati per rimpiazzare gli ormai obsoleti Lancaster e Halifax e progettati per essere capaci di trasportare ordigni nucleari. Nel 1956 entrò in servizio l'Avro 698 Vulcan e due anni dopo l'Handley Page HP.80 Victor.
Nel 1956 il Bomber Command ritornò sul piede di guerra a causa dell'occupazione militare egiziana del canale di Suez, a cui il governo di Anthony Eden rispose con azioni di guerra. I Canberra del Bomber Command vennero inviati a Cipro e Malta, isola in cui atterrarono anche i Valiant, e in totale più di cento bombardieri parteciparono alle azioni militari. Nel corso degli anni cinquanta i vecchi Lancaster del 407º squadrone, basati nella Columbia Britannica, fecero dei continui voli per individuare, con appositi congegni, radiazioni nucleari nell'aria e mappare così, con l'aiuto degli statunitensi, le basi atomiche sovietiche. Dal 1959 al 1963 al Bomber Command vennero assegnati, nell'ambito del progetto angloamericano "Emily", anche 60 missili balistici nucleari PGM-17 Thor ripartiti in venti basi della RAF.
Nei vent'anni a seguire il Bomber Command venne sovente dispiegato nel medio ed estremo Oriente, specialmente per sorvegliare i moti indipendentisti dell'indonesiano Sukarno. Alcuni Canberra stazionarono in maniera permanente nell'aeroporto di Akrotiri a supporto del trattato CENTO. Alla fine degli anni cinquanta l'operazione Grapple vide i Valiant lanciare bombe all'idrogeno nell'Isola Christmas. L'apice della guerra fredda venne toccato nel 1962 con la crisi dei missili di Cuba; in questo periodo il Bomber Command tenne al massimo lo stato di allerta e impostò i missili Thor pronti al lancio, ma non venne mai delocalizzato in numerosi aeroporti dato che la mossa avrebbe potuto essere interpretata come eccessivamente aggressiva dall'Unione Sovietica.
Altro ambito operativo del Bomber Command era il rifornimento in volo, di cui prove erano già state eseguite con i Lincoln e i Gloster Meteor ma che venne inaugurato con i bombardieri Valiant, presto prodotti in una speciale versione e rimpiazzati nel tempo dalla versione B.2 dell'Handley Page Victor.
Il 30 aprile 1968 il Bomber Command, nell'ambito di una riorganizzazione dei quadri della RAF, venne sciolto e inglobato dallo Strike Command con il nome di No 1 (Strike) Group.

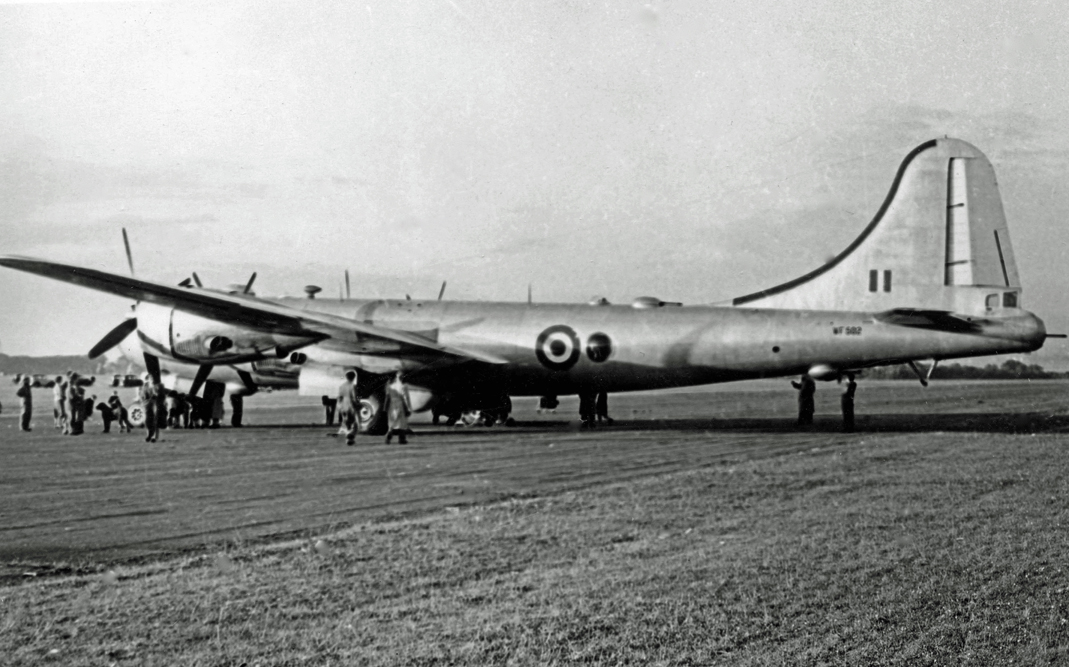
Boeing Washington B.1
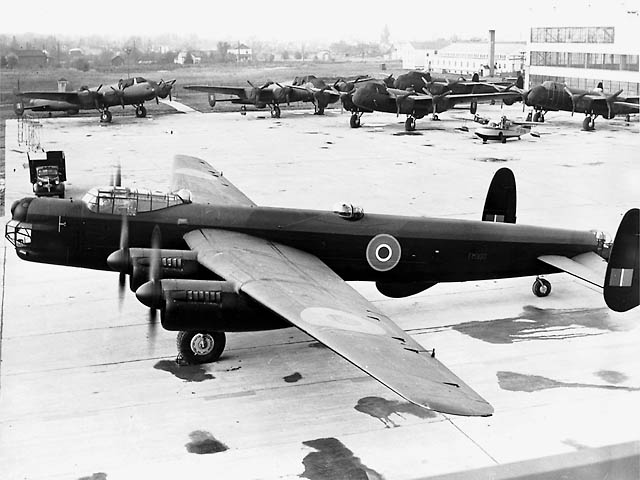
Avro 694 Lincoln
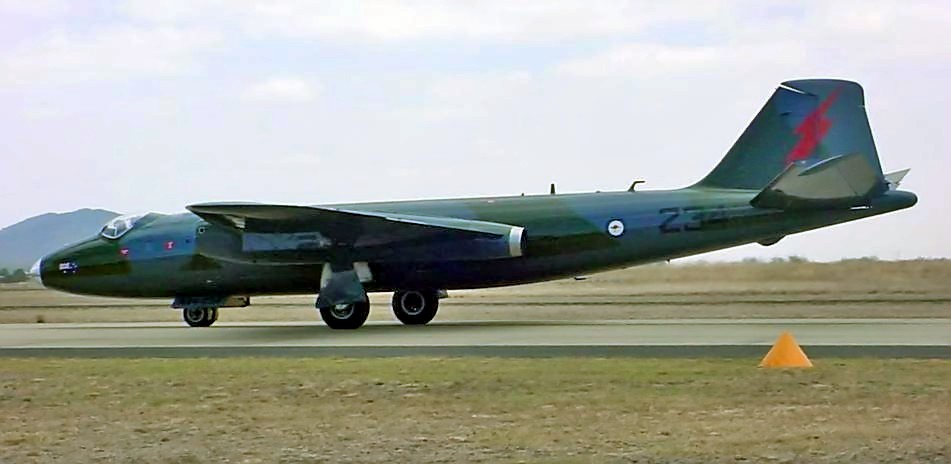
English Electric Canberra
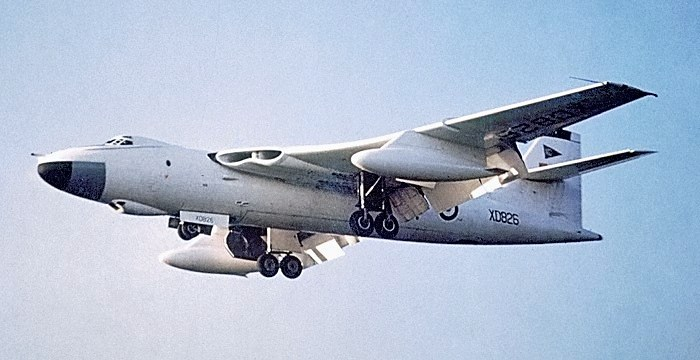
Vickers Valiant
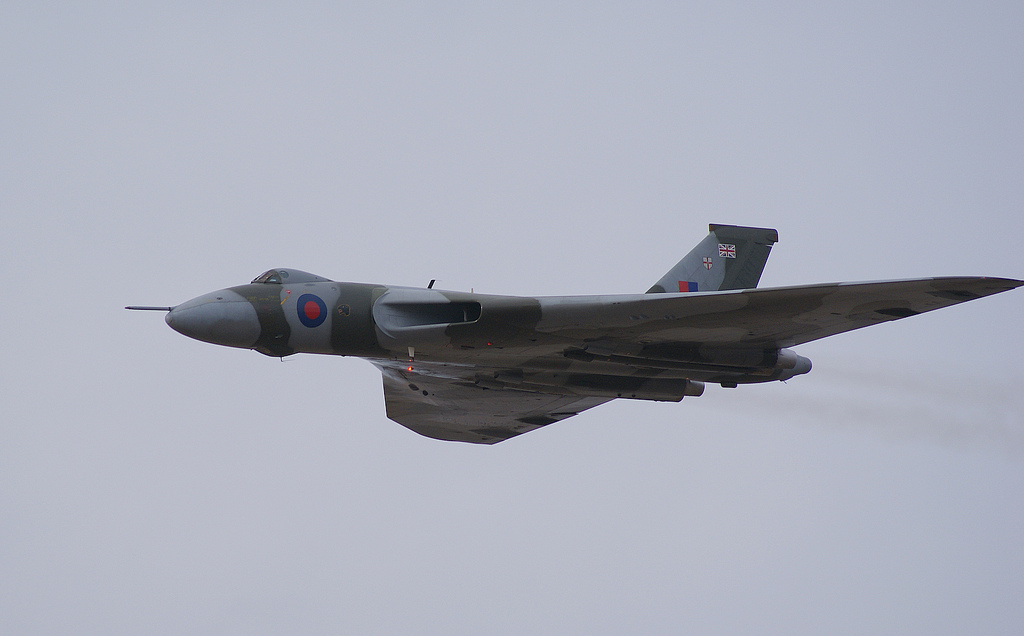
Avro 698 Vulcan
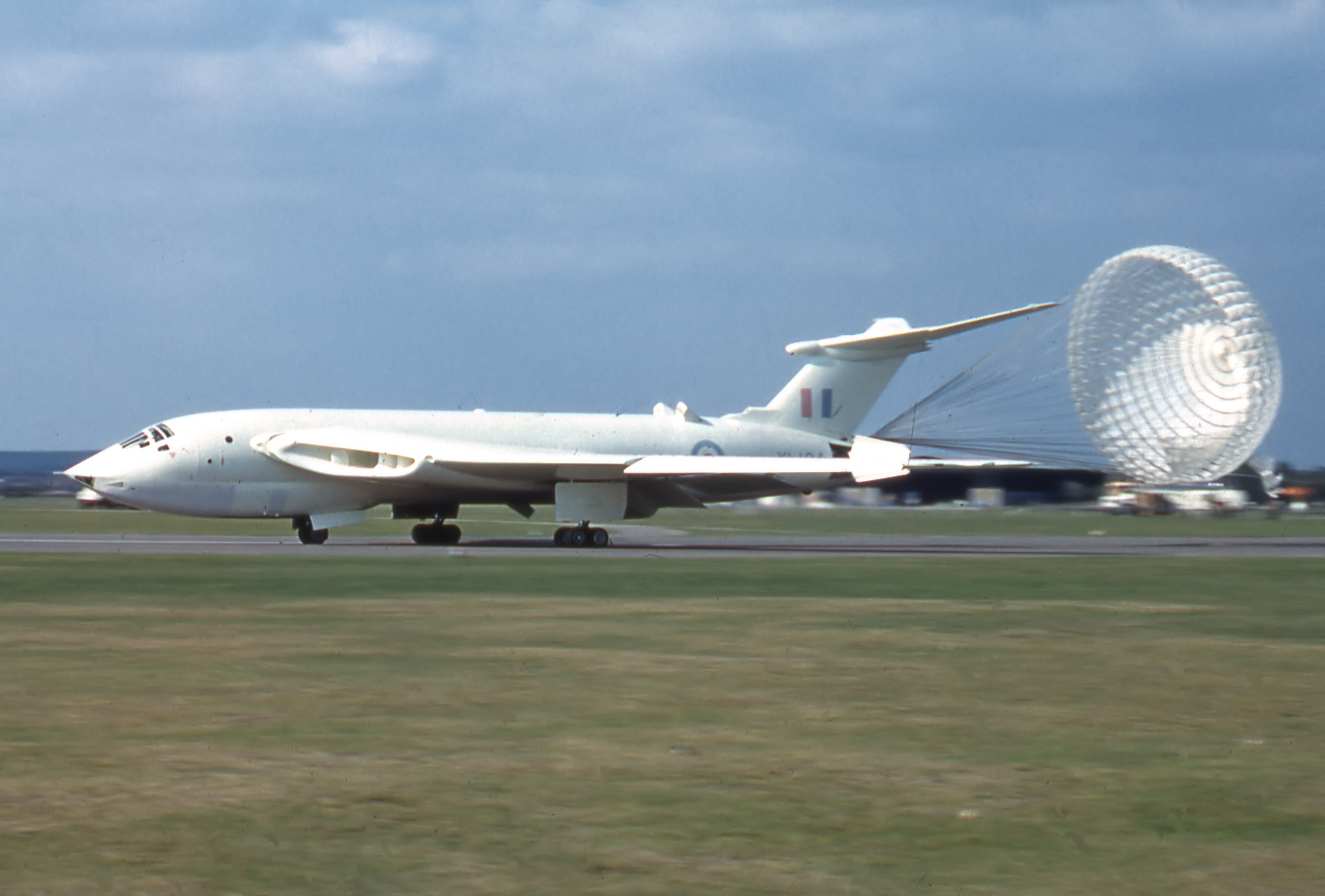
Handley Page HP.80 Victor

## Organizzazione ed equipaggiamento

### Struttura di comando
Le unità della Royal Air Force hanno una struttura gerarchica utilizzata da altre forze aeree del Commonwealth, ma difforme da quelle di altre nazioni.
Alla base vi è il "flight", unità di base costituita in genere da quattro velivoli e la cui definizione risale agli inizi della storia dell'aeronautica, intorno al 1912. Winston Churchill sosteneva di aver inventato il termine mentre stava imparando a volare nei ranghi della embrionale sezione aerea della Royal Navy. È stato anche ipotizzato che il termine fosse stato creato dal Committee of Imperial Defence, incaricato di riformare le forze armate britanniche dopo la seconda guerra boera.
Tre o quattro flight, costituiscono uno squadron. Comandato da un squadron leader, un grado equiparato a quello di maggiore in Italia, è un reparto che utilizza velivoli dello stesso modello e della stessa specialità. Insieme a un altro, o altri due squadron, costituisce un wing, l'unità aerea operativa e logistica di stanza su di un aeroporto, in Italia chiamata stormo.
Le unità maggiori che raggruppano i wing, prendono il nome di group, entità di dimensioni paragonabili alle divisioni aeree in Italia.

### Gruppi
Nel momento di sua massima espansione il Bomber Command contava sette group in cui inquadrare tutte le unità minori, uno in più rispetto a quelli presenti al momento della creazione, nel luglio 1936. Questi sette gruppi erano:
- No. 1 (Bomber) Group
- No. 2 (Bomber) Group
- No 3 (Bomber) Group
- No 4 (Bomber) Group
- No 5 (Bomber) Group
- No 6 (RCAF) Group
  - In precedenza, fino al 1º gennaio 1939, No 6 (Auxiliary) Group, poi No 6 (Bomber) Group fino all'11 maggio 1942, quindi No 91 Group fino al 25 ottobre 1942
- No. 7 (Operational Training) Group
  - No 92 Group dall'11 maggio 1942
- No. 8 (Pathfinder Force) Group
  - In precedenza, fino al 28 gennaio 1942, No 8 (Bomber) Group
- No. 100 (Bomber Support) Group

Il 1º gruppo nacque nel 1918 e accompagnò il Bomber Command durante tutta la sua esistenza; anche il 2º gruppo si formò nel 1918, e restò nelle file del Bomber Command fino al 1º giugno 1943, quando passò alla 2nd Tactical Air Force; nel 1918 presero vita anche i gruppi numero 3, 4 (col Bomber Command dal 1937 e dismesso nel febbraio 1948), 5 (col Bomber Command dal 1937 e dismesso nel dicembre 1945) e 6 (sciolto nell'agosto 1945). Il 7º gruppo, anch'esso sorto nel 1918, venne riformato nel luglio 1940 entrando a far parte del Bomber Command come unità addestrativa, venendo sciolto nel dicembre 1945. L'8º gruppo sorse nel settembre 1941 e, dopo essere stato sciolto agli inizi del 1942, incamerò le unità Pathfinder dal 13 gennaio 1943, venendo sciolto nel dicembre 1945. Il 100º gruppo invece nacque nel dicembre 1943 e venne dismesso nel dicembre 1945.

### Aerei

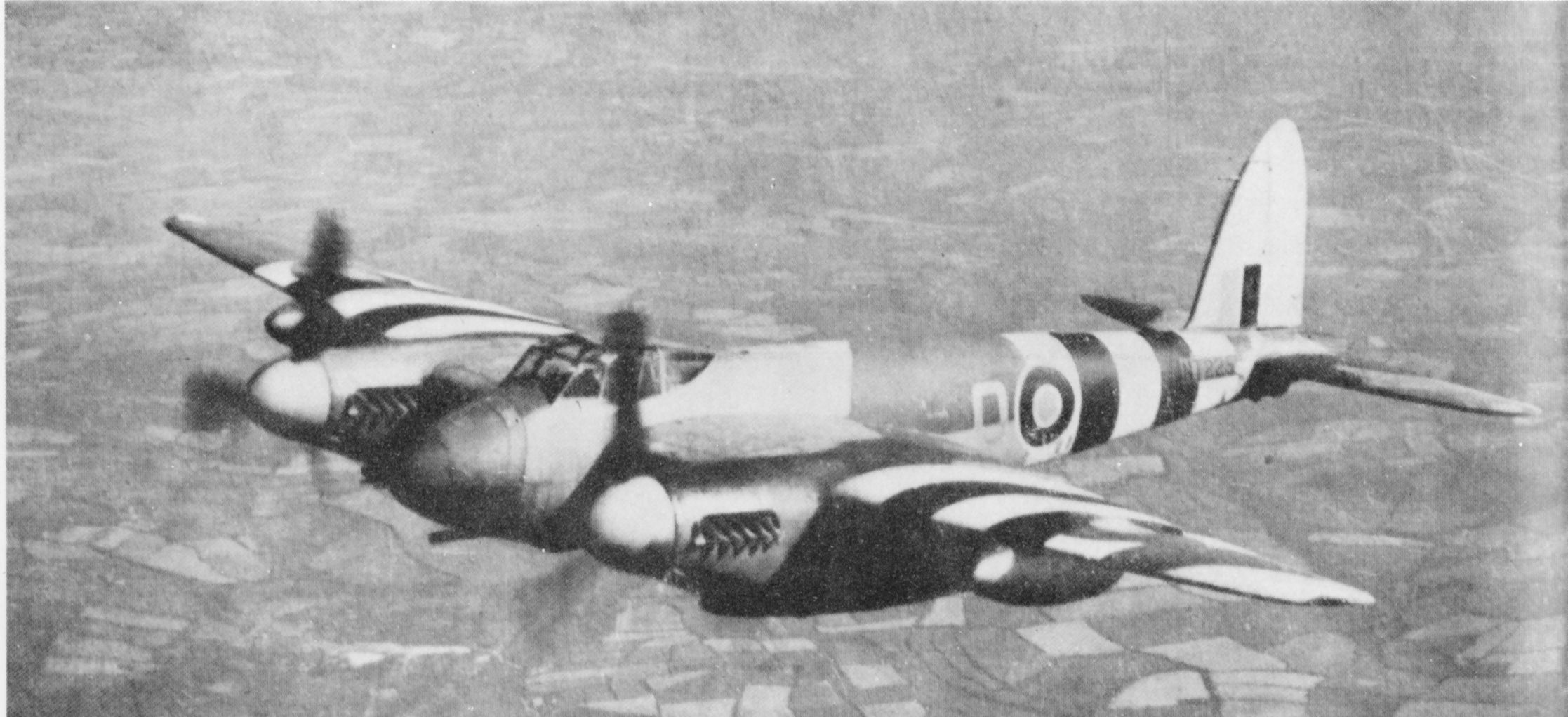
de Havilland DH.98 Mosquito

#### Bombardieri leggeri e aerei multiruolo
- Vickers Wellesley[34]
- Fairey Gordon[35]
- Hawker Hind[35]
- Fairey Battle
- Bristol Blenheim
- Douglas A-20 Boston
- Lockheed Ventura
- de Havilland DH.98 Mosquito

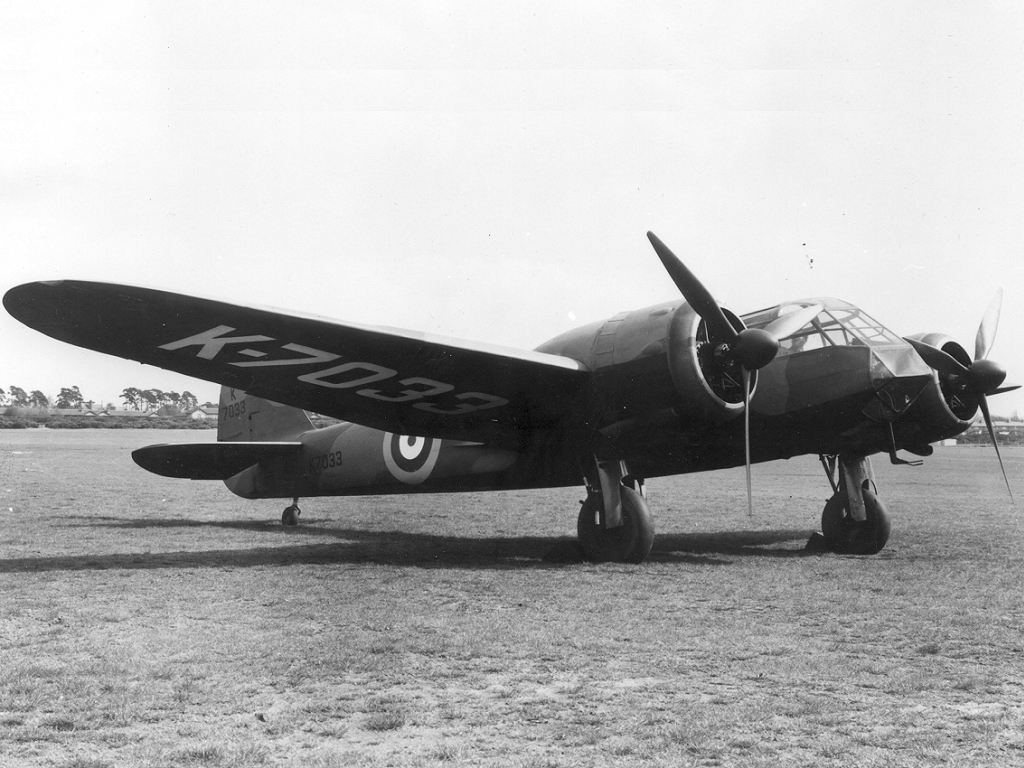
Bristol Blenheim

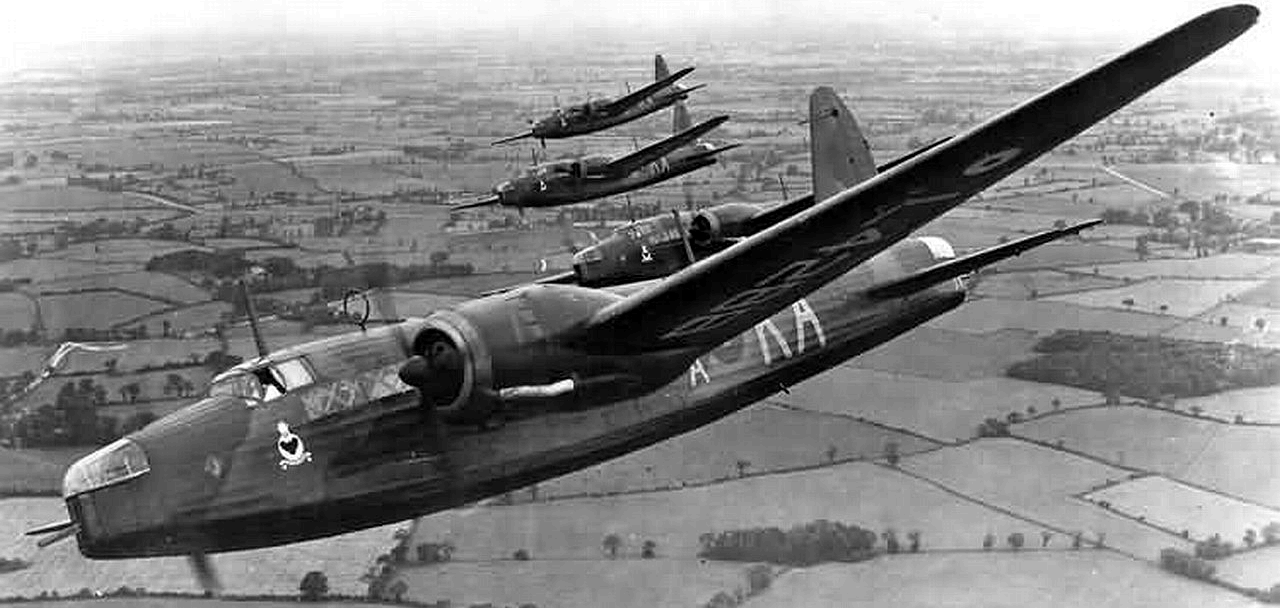
Vickers Wellington

  - costruito in legno, leggero, senza mitragliatrici difensive, dotato di ottima velocità grazie ai due motori Rolls-Royce Merlin che gli garantirono una certa incolumità dalla caccia nemica. Wooden Wonder (meraviglia di legno), questo era il suo soprannome, era pilotato da due persone ed era in grado di trasportare circa 1814,37 kg di esplosivo (4000 lb).
- Westland Lysander

 FONTE: RAF Bomber Command, Aircraft, Light Bombers & Specialist Aircraft, salvo diversamente indicato. 

#### Bombardieri medi
- Fairey Hendon[34]
- Handley Page HP.50 Heyford[34]
- Boulton Paul Overstrand[34]
- Handley Page HP.54 Harrow[34]
- Armstrong Whitworth AW.38 Whitley
- Handley Page HP.52 Hampden
- Vickers Wellington

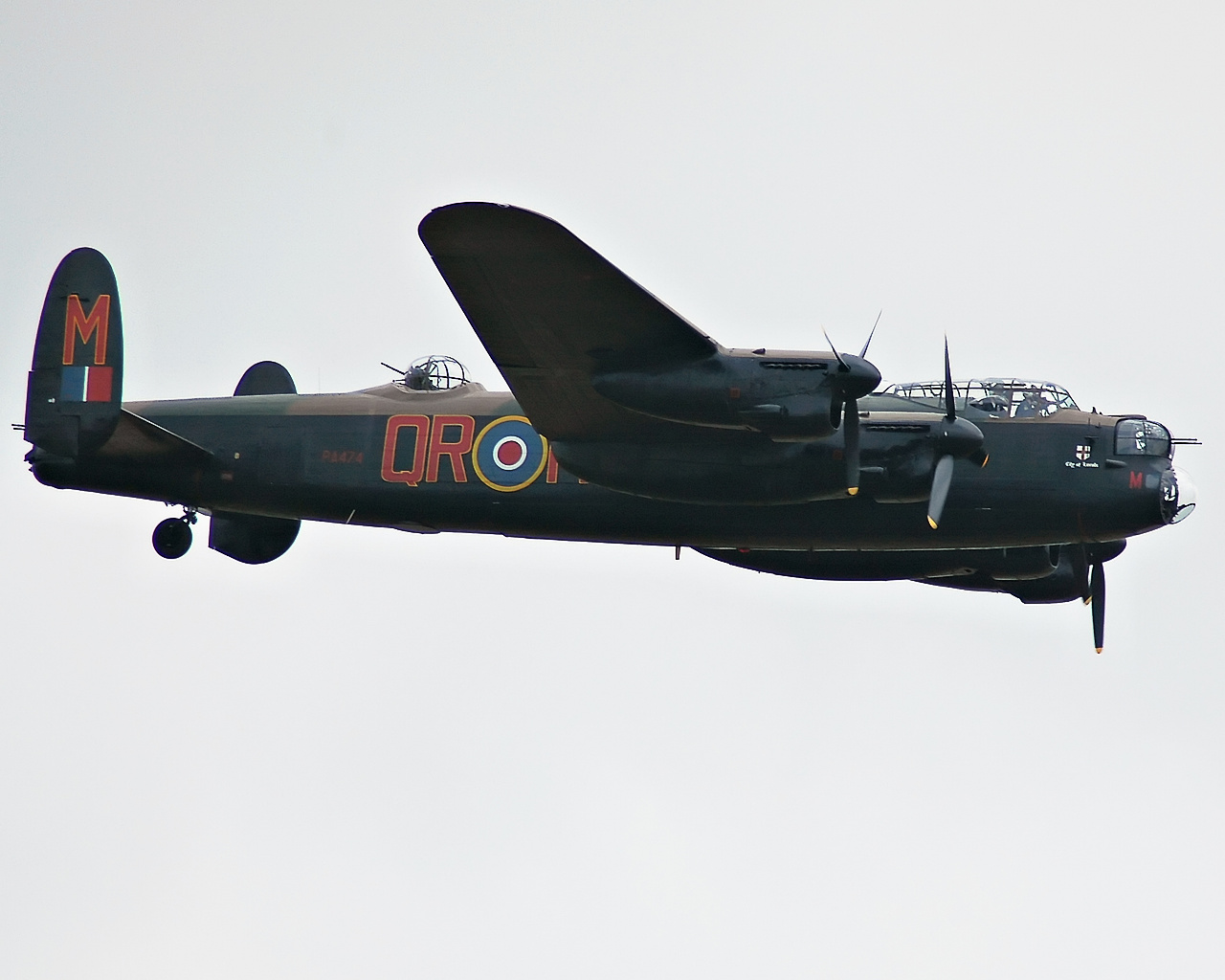
Avro 683 Lancaster

  - Colonna portante degli squadroni nei primi anni di guerra, in grado di sopportare gravi danni e riuscire comunque a volare, anche se facile preda dei tedeschi. Equipaggio di cinque uomini.
- North American B-25 Mitchell

 FONTE: RAF Bomber Command, Aircraft, Medium Bombers, salvo diversamente indicato. 

#### Bombardieri pesanti
- Short S.29 Stirling
- Avro 679 Manchester
- Avro 683 Lancaster

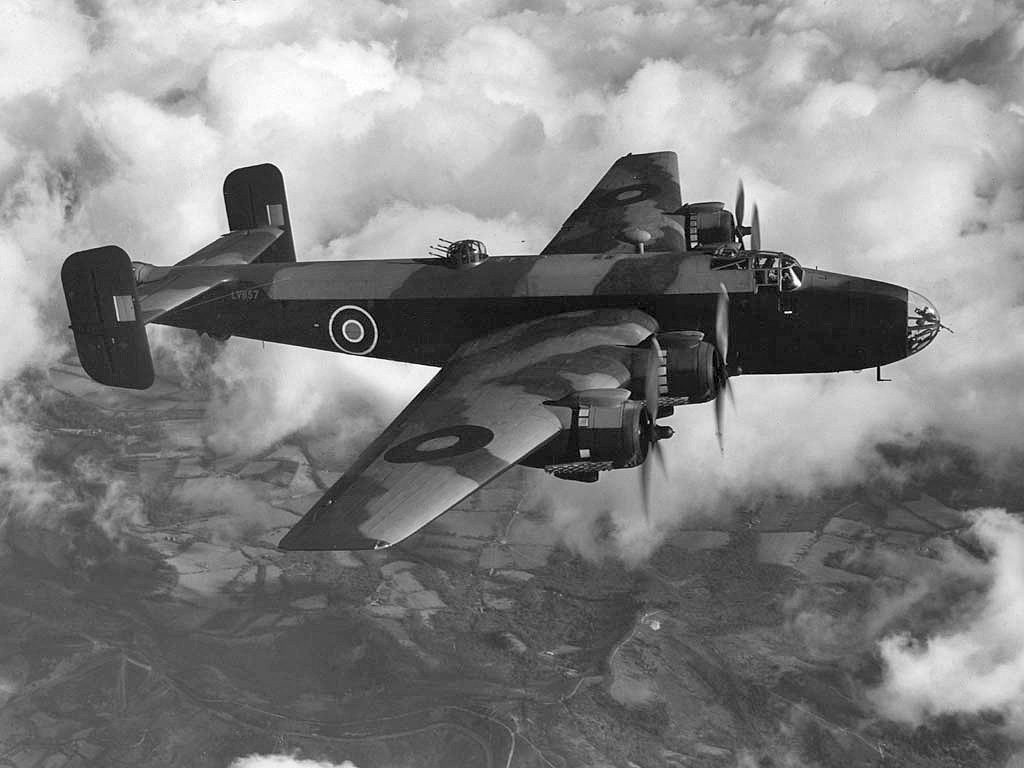
Handley Page Halifax

  - Derivato dal Manchester, con due motori aggiunti (in totale quindi quattro) e una maggiore apertura alare. Questo velivolo sostituì il Wellington come aereo più utilizzato dal Bomber Command di cui fu anche il vero artefice dei successi conseguiti sulla Germania. Sette uomini di equipaggio.
- Handley Page Halifax
- Boeing B-17 Flying Fortress
  - Presente in pochi esemplari nella RAF, usato principalmente per lanciare contromisure elettroniche.
- Consolidated B-24 Liberator
  - Quadrimotore statunitense spedito in piccoli numeri alla RAF nel 1940-1941, presto dimostratosi inadatto alle missioni notturne del Bomber Command, che lo trasferì al Coastal Command con compiti da ricognitore e da trasporto.
- Boeing Washington B.1
- Avro 694 Lincoln

 FONTE: RAF Bomber Command, Aircraft, Heavy Bombers 

#### Bombardieri a reazione
- English Electric Canberra
- Vickers Valiant (anche aerocisterna)
- Avro 698 Vulcan
- Handley Page HP.80 Victor (anche aerocisterna nella versione B.2)

### Ausili per la navigazione

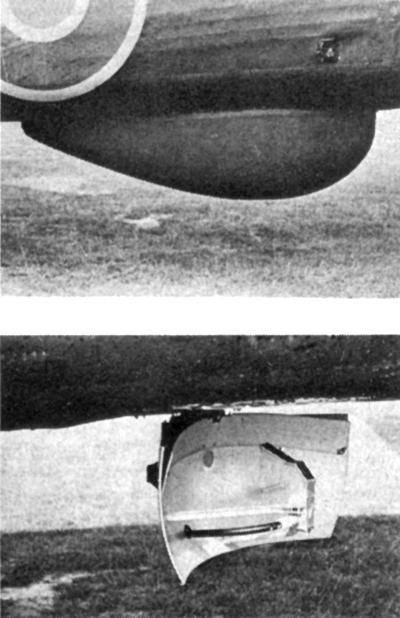
Il radome di H2S, attaccato ad un Halifax, chiuso (sopra) e aperto per la mappatura del terreno

Dal 1942 il Bomber Command si dotò di sistemi di radionavigazione per facilitare i navigatori nel calcolare la loro posizione e la rotta da seguire. Il primo di questi ausili alla navigazione fu GEE, pienamente operativo dagli inizi del 1942, consistente nella ricezione in volo delle trasmissioni inviate da tre stazioni nel Regno Unito: due stazioni secondarie inviavano a quella principale degli impulsi a loro volta dirottati sull'aereo in volo fornito di appositi apparecchi riceventi e di un tubo a raggi catodici. Il suo margine d'errore variava da un minimo di 800 m a più di 8 km; la sua portata, soggetta a fattori come la quota di volo, le condizioni meteo e il magnetismo, arrivava a 480–640 km dalla stazione principale. Altra pecca del GEE fu il fatto che poteva essere disturbato dalle contromisure elettroniche tedesche, che avevano la capacità di dirottare l'aereo su false rotte.
Oboe fu pronto nel dicembre 1942, rivelandosi più preciso almeno per quello che riguardava le brevi distanze (il raggio d'azione infatti era limitato a 483 km). Due stazioni a terra in Inghilterra inviavano dei segnali radio all'aereo in volo (e ad uno solo; non era infatti possibile "controllarne" più di uno), fornito di appositi apparecchi ricetrasmittenti che rimandavano i segnali indietro permettendo così alle stazioni di monitorare il suo tragitto: una stazione guidava il bombardiere nella rotta prestabilita, avvertendolo con dei segnali acustici qualora questo si allontanasse dalla giusta via, mentre la seconda stazione verificava l'effettiva velocità calcolando ogni volta il momento esatto in cui sganciare il carico bellico. Oboe venne usato principalmente dai Pathfinder, i segnalatori di obiettivi che precedevano la forza di attacco principale (di cui si parlerà più avanti).
Terza importante innovazione fu H2S, resosi disponibile nel gennaio 1943 dopo un lungo periodo di sviluppo segreto. In alcuni bombardieri pesanti venne installata nella parte inferiore della fusoliera una sorta di parabola contenente un "piatto" rotante riflettente che aveva la funzione di "mappare" il terreno sottostante, anche se coperto da nuvole, e tradurlo in immagini trasmesse in uno schermo posizionato nell'aereo. La visione era in bianco e nero, con il primo colore che contraddistingueva la terraferma e, via via che diventava più brillante, le città, e il secondo che evidenziava le superfici d'acqua. Di conseguenza, il sistema dava il meglio di sé in attacchi contro obiettivi costieri. Inizialmente, come Oboe, anche H2S venne dato in consegna ai soli Pathfinder e, ancora come il suo predecessore, non era immune da manipolazioni effettuate dalla Luftwaffe.
Nel 1944 fu la volta del più accurato G-H: i bombardieri in volo (a differenza di Oboe, G-H poteva essere usato da più aerei contemporaneamente, anche se in numero limitato) trasmettevano segnali radio a due stazioni in Gran Bretagna, che a loro volta le rimbalzavano sugli aerei; misurando il tempo occorso al segnale per andare e tornare, il navigatore, servendosi di un oscilloscopio, era in grado di comunicare al pilota utili informazioni sulla rotta e sull'esatto momento in cui liberarsi delle bombe. Il raggio d'azione era lo stesso di Oboe, 483 km.

### Guerra elettronica

#### Window e primi sistemi

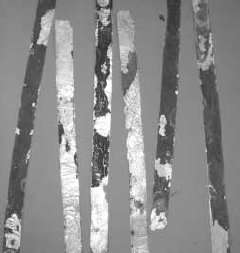
Striscioline di window

Durante la seconda guerra mondiale il Bomber Command fece largo uso di dispositivi rudimentali per la guerra elettronica, sia per guidare i propri equipaggi a destinazione, sia per confondere i radar che la caccia notturna tedesca.
Il dispositivo "Mandrel" (mandrino), montato su alcuni aerei, era capace di disturbare i radar Freya rendendoli ciechi, mentre "Tinsel" registrava, tramite un microfono posizionato in una gondola motore, l'assordante rumore di un propulsore che veniva inviato da un operatore sulle frequenze della Luftwaffe, rendendo praticamente impossibile per i piloti notturni di quest'ultima ricevere informazioni da terra. Ancora, personale della RAF perfettamente in grado di parlare il tedesco si inseriva furtivamente nelle frequenze nemiche dando false indicazioni ai piloti.
Gli scienziati della RAF, così come quelli della Luftwaffe, erano costantemente impegnati a trovare nuovi modi per eludere (o neutralizzare) le difese o le contromisure elettroniche nemiche. I primi riuscirono a mettere a punto un sistema che, seppur per breve tempo, confuse gli operatori radar tedeschi: "Window" (finestra), nient'altro che strisce metalliche lunghe 30 cm e larghe 1,5 cm che, una volta rilasciate in massa dai bombardieri, disturbavano i radar impedendo agli operatori di terra di individuare il corretto numero e la corretta posizione degli aerei. Window venne utilizzato per la prima volta nell'operazione Gomorrah, la distruttiva serie di incursioni su Amburgo iniziata la notte tra il 24 e il 25 luglio 1943. I tedeschi, stando ai radar, stavano per essere attaccati da 11.000 bombardieri, quando in realtà erano tra i 700 e gli 800; la contraerea, così come i piloti, rimase spiazzata e il Bomber Command perse solo dodici aerei.
Window venne usato fino alla fine della guerra, anche se i suoi effetti "miracolosi" svanirono presto perché gli operatori della Luftwaffe impararono ad interpretare i disturbi sul monitor. Le perdite infatti ripresero ad aumentare nell'operazione Hydra (agosto 1943) e nella battaglia di Berlino, quest'ultima la più sanguinosa in assoluto per il Bomber Command. Occorsero nuove idee per riportare le perdite a livelli accettabili.

#### Il 100º gruppo

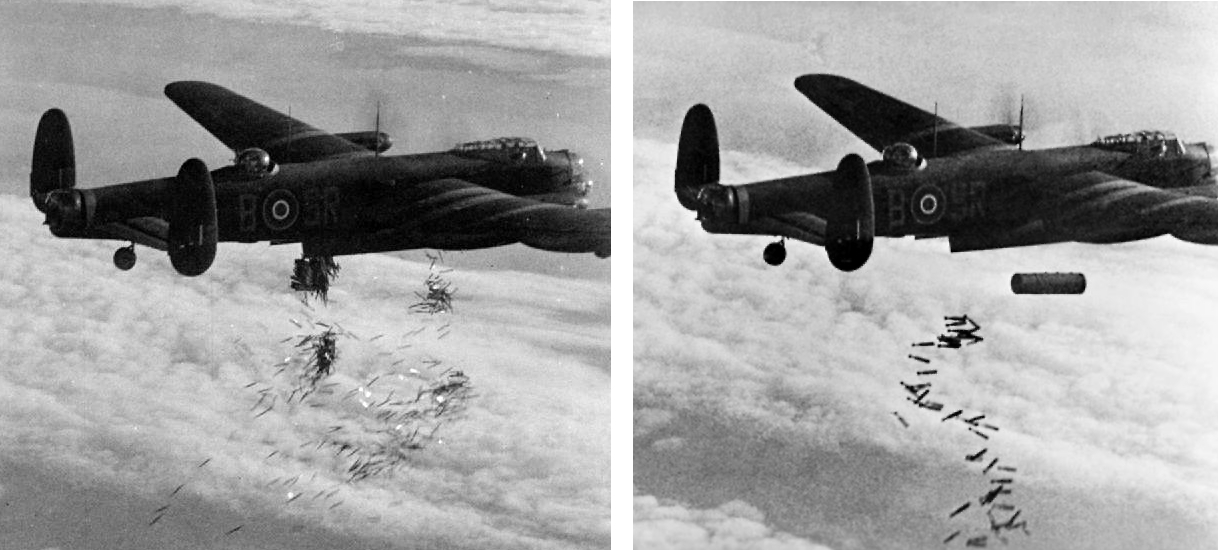
Un Lancaster si libera del suo carico bellico sopra Duisburg nell'ottobre 1944. L'aereo è dotato del dispositivo radar jamming chiamato "Airborne Cigar", come dimostrano le due antenne verticali montate nella fusoliera

Nel novembre 1943 prese vita il No. 100 (Bomber Support) Group che si fece carico di tutte le attività del Bomber Command inerenti all'utilizzo di tutti i tipi di contromisure elettroniche. Forte di circa cento aerei, i B-17 (scelti per la loro capacità di volare ad alte quote) e i B-24 volarono insieme alle formazioni attaccanti trasportando apparecchi atti al disturbo delle comunicazioni nemiche, mentre Halifax e Stirling eseguirono missioni isolate creando falsi eco radar e generando, tramite Window e altri ausili, squadroni fantasma. Il 100º gruppo si servì anche di radar aviotrasportati "Serrate" montati su Beaufighter e Mosquito per intercettare i caccia notturni della Luftwaffe.
Nella notte tra il 5 e il 6 giugno 1944, immediatamente prima dello sbarco in Normandia, a cinque B-17 del 100º gruppo e ad un simile numero di Lancaster venne affidata una missione particolare: essi avrebbero dovuto volare avanti e indietro lungo La Manica, per poi penetrare per 128,75 km in territorio francese dove avrebbero girato in tondo, il tutto lasciandosi dietro di sé un nugolo di striscioline Window che ebbe l'effetto di distogliere l'attenzione dei tedeschi dalla Normandia. Per alcune ore essi riuscirono anche a bloccare tutte le comunicazioni radio tedesche nella Francia settentrionale.
Il 100º gruppo non ebbe mai una tattica fissa per agire, ma cambiò in continuazione per battere le sempre aggiornate contro-contromisure elettroniche tedesche. Una di queste tattiche era definita del "condizionamento" (conditioning), e venne messa in pratica la notte del 17-18 agosto 1944 da un piccolo numero di aerei, che lanciarono Window facendo credere alla Luftwaffe di voler attaccare Kiel. La caccia notturna tedesca si alzò in volo ma, ovviamente, non individuò nessun bombardiere. La notte seguente la vera forza di attacco britannica volando nella stessa zona in cui la notte precedente i loro colleghi del 100º gruppo avevano eseguito il finto attacco, ma la Luftwaffe non gli prestò attenzione, convinta che si trattasse di un altro inganno, così il Bomber Command poté scaricare, quasi indisturbato, le bombe su Brema.
È stato calcolato che il lavoro degli scienziati britannici e del 100º gruppo abbia salvato la vita a 7.000 avieri ed evitato la distruzione di 1.000 bombardieri.

## Strategie di bombardamento
La decisione di entrare in guerra e le discussioni su come attaccare il nemico sono generalmente prese dai leader politici in concerto con le autorità militari. Nel Regno Unito della seconda guerra mondiale tale regola non venne meno. Il War Cabinet (gabinetto di guerra) formato nel 1940 dal primo ministro Winston Churchill incluse personalità provenienti dai tre principali partiti britannici: conservatore, liberale e laburista.

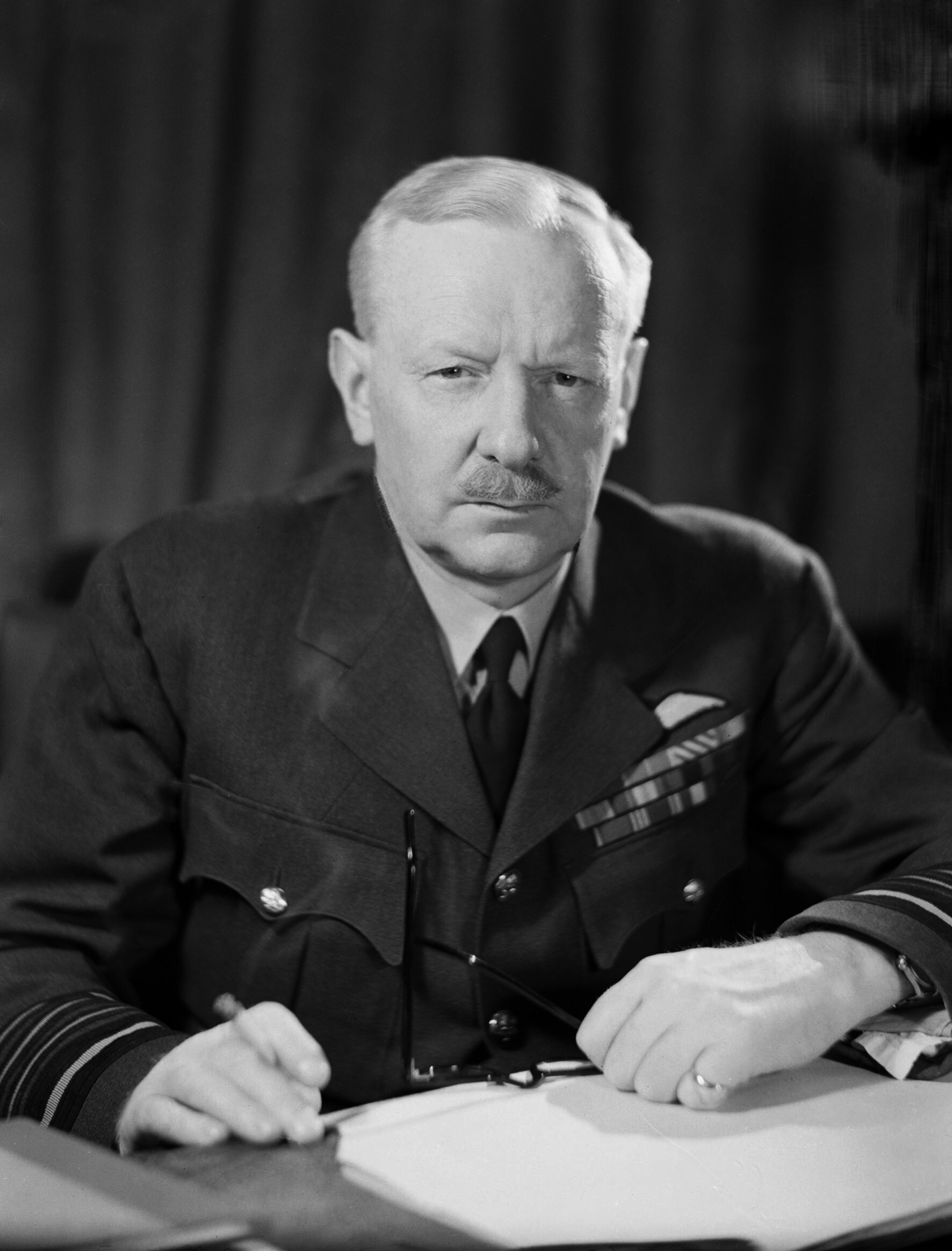
Arthur Harris, comandante in capo del Bomber Command dal 22 febbraio 1942 al 15 settembre 1946

Le politiche di bombardamento aereo, visto come metodo di attacco preferibile alla perdita di vite umane nelle trincee della prima guerra mondiale, vennero discusse da questi politici assieme al ministero dell'aria, e vennero quindi passate alla RAF per le dovute migliorie e correzioni. Per quasi tutta la durata della guerra Churchill fu uno strenuo sostenitore dei bombardamenti aerei, intuendo l'importanza che poteva avere il forzare la Germania a difendere il proprio territorio. Nel settembre 1940, al culmine della battaglia d'Inghilterra, egli dichiarò:
Agli inizi della guerra i raid del Bomber Command non sortirono grandi effetti, e presto i piloti iniziarono a volare di notte per ridurre le perdite, anche se così facendo risultava più difficile individuare i bersagli da colpire. Per ovviare a questo problema, nel 1941 i vertici militari decisero di impostare come obiettivi primari le città industriali tedesche, mettendo quindi in pratica, agli inizi del 1942 e poco prima l'arrivo di Arthur Harris, bombardamenti a tappeto (area bombing), già approvati da Churchill.

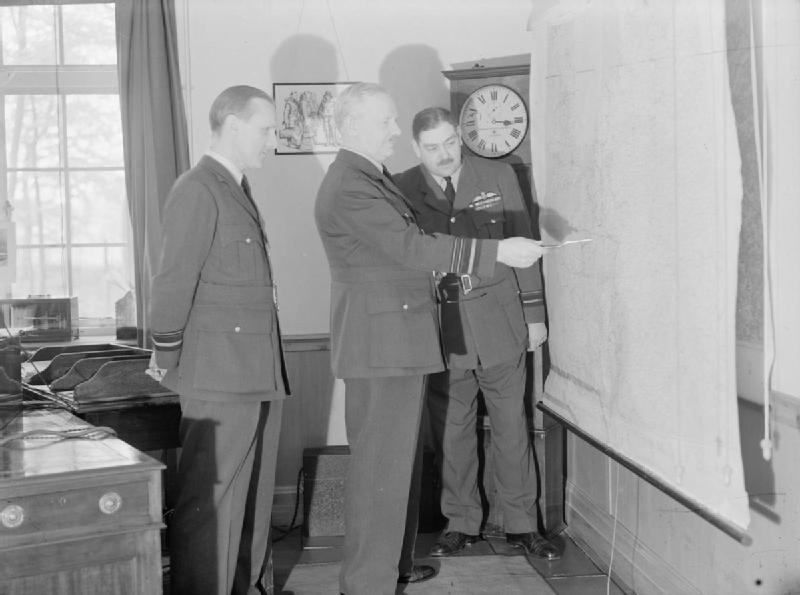
Il maresciallo dell'aria Arthur Harris esamina le carte insieme ai suoi collaboratori; a destra nella foto il vice maresciallo dell'aria Robert Saundby, vice comandante del Bomber Command.

L'insediamento di un nuovo comandante (Harris, per l'appunto), l'adozione della tattica del bomber stream, lo sviluppo di nuovi bombardieri quadrimotore, e l'entrata in scena di migliori sistemi di radionavigazione, resero il Bomber Command una forza via via sempre più efficiente. Le città tedesche vennero distrutte con crescente precisione e potenza e, per il finire della guerra, i cieli tedeschi erano esclusivo dominio degli Alleati. I danni maggiori li subirono i centri storici medievali costruiti in legno e i complessi industriali utili ad Albert Speer, ministro degli armamenti tedesco. L'intento Alleato, al netto delle azioni criminali effettuate sui civili e sul patrimonio storico, fu quello di distogliere un milione di soldati tedeschi e l'aviazione nemica da azioni offensive, obbligando addetti alla contraerea e piloti a proteggere la Germania senza possibilità di fornire supporto al fronte.
Dalla metà del 1942 il Bomber Command cominciò a volare, sempre di notte, in grandi formazioni. Gli strateghi ritennero che se fossero volati insieme centinaia di aerei le difese tedesche sarebbero state sopraffatte, guadagnando efficienza e riducendo le perdite. Nella notte del 30 maggio 1942 Colonia fu, per la prima volta e per volere di Harris, bersaglio primario per più di 1.000 velivoli britannici (operazione Millennium).
Le incursioni notturne del Bomber Command in generale furono apprezzate dalla popolazione britannica ed elevarono il morale in patria; in parte disinformati da un'abile campagna propagandistica del governo britannico, i civili in maggioranza erano compiaciuti dei risultati raggiunti dai bombardamenti terroristici sulle città tedesche come Colonia e Amburgo, in alcuni casi c'erano preoccupazioni per eventuali rappresaglie, ma il recente ricordo dei bombardieri tedeschi favoriva il consenso e annullava le critiche alla politica di guerra del gabinetto Churchill. Gli equipaggi del Bomber Command erano interamente coinvolti nelle loro impegnative e pericolose missioni; in gran parte non manifestavano scrupoli morali per i loro attacchi ma al contrario erano convinti di svolgere un compito decisivo che avrebbe "accorciato la guerra" e "salvato la vita di migliaia di soldati alleati".

## Tattiche di bombardamento

### Addestramento degli equipaggi

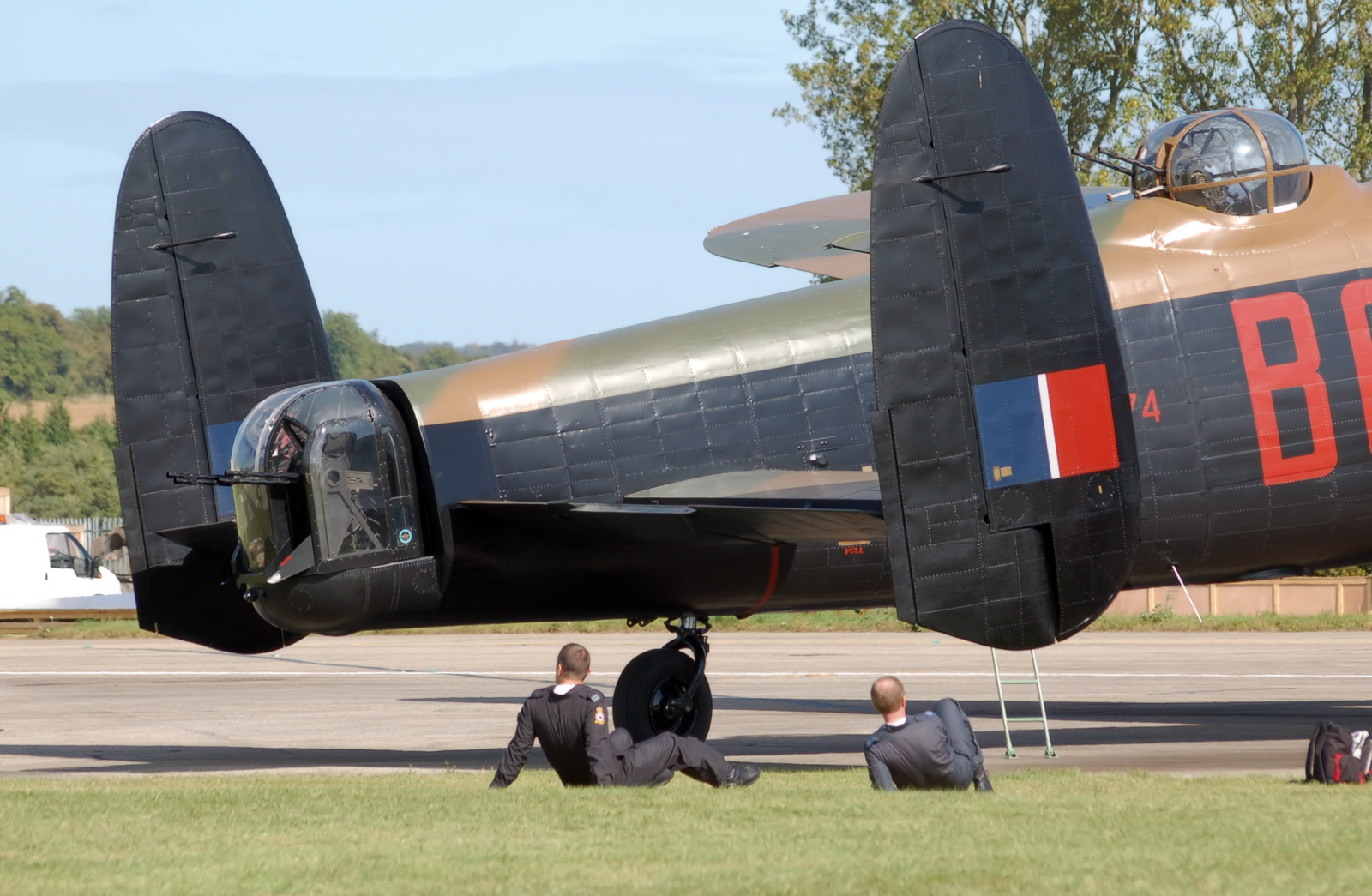
In questa foto sono ben visibili le mitragliatrici di coda e dorsali di un Lancaster. L'addestramento specifico al brandeggio delle mitragliatrici iniziò solo nel 1939

Durante la seconda guerra mondiale l'età minima delle reclute era fissata a 18 anni; l'età media era invece di 22 anni. Nel Bomber Command non servirono solo britannici, ma anche canadesi, australiani, neozelandesi, polacchi, sudafricani, francesi, statunitensi, giamaicani e rhodesiani. Alcuni vennero inquadrati in unità di nazionalità mista, altri in reparti "mononazionali". Nella guerra perirono ben 55.573 uomini dei quali 47.268 deceduti nel corso di operazioni offensive; tra loro vi erano circa 10.000 canadesi, 4.000 australiani, più di 1.500 neozelandesi, quasi 1.000 polacchi e circa 500 provenienti da altri paesi.
Quando, nel 1937, il comandante del Bomber Command Edgar Ludlow-Hewitt si rese conto delle scarse capacità dei suoi uomini, rivoluzionò i programmi di addestramento facendo in modo da evitare, ad ogni uomo, conoscenze specifiche, preferendo nozioni generiche su tutte le funzioni dell'equipaggio. Di conseguenza, il personale venne istruito in parallelo sia sui concetti del volo che sull'uso dei vari sistemi di bordo. Hewitt desiderò che sia il pilota che il copilota fossero in grado di guidare l'aereo, impostare la rotta da seguire, sganciare le bombe e brandeggiare le mitragliatrici. Tale linea guida rimase in piedi fino al 1942, quando l'entrata in scena dei bombardieri quadrimotore impose una specializzazione degli equipaggi (ad esempio, il secondo pilota cessò di esistere come funzione, lasciando il posto al navigatore).
Una certa attenzione fu dedicata anche ai mitraglieri, che avevano un compito fondamentale nel difendere l'aereo dalla caccia nemica. Nel 1938 la loro precisione venne stimata in un 20%, cifra scesa a zero l'anno successivo. Nel 1939 quindi i mitraglieri aerei andarono a costituire una branca autonoma rispetto al resto del personale, e venne allestita una Central Gunnery School dove vennero tenuti corsi specifici al termine dei quali, se giudicati idonei, gli uomini potevano fregiarsi della scritta "AG" (Air Gunner) nelle proprie uniformi.
Col passare del tempo lo sviluppo e la progettazione di nuovi quadrimotori indussero la RAF a dotarsi di nuovi aeroporti con piste d'atterraggio più lunghe, mentre vennero potenziati i programmi di addestramento delle reclute allestendo unità dedicate (Operational Training Unit) che ospitarono, dopo un corso di base espletato nei centri nazionali, aviatori statunitensi, canadesi, sudafricani e, ovviamente, britannici (australiani e neozelandesi continuarono ad addestrarsi nelle rispettive nazioni).

### Volo notturno
La decisione del Bomber Command di bombardare massicciamente la Germania di notte, per limitare il più possibile le perdite causate dalla FlaK (la contraerea della Luftwaffe) e dalla caccia tedesca, obbligò gli equipaggi a volare in condizioni spesso difficili, con annesse basse temperature e problemi di navigazione. All'inizio della seconda guerra mondiale infatti i navigatori non avevano ausili di guida adatti a portarli a destinazione: se riuscivano a vedere il terreno si orientavano con le mappe, altrimenti, se erano visibili le stelle, usavano il sestante.

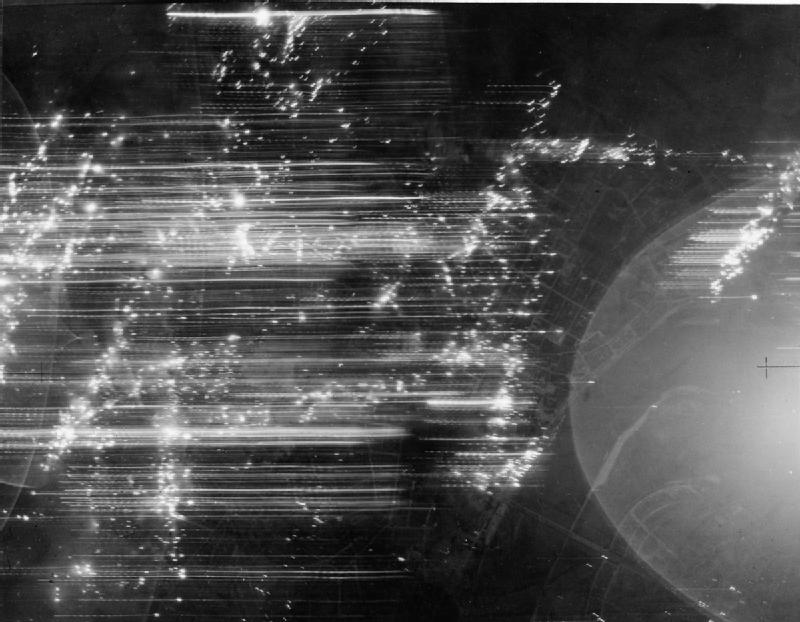
Foto aerea del bomber stream del Bomber Command durante l'attacco su Düsseldorf della notte dell'11/12 giugno 1943.

Il metodo iniziale di calcolo della posizione era chiamato "dead reckoning" (navigazione stimata): il navigatore manteneva un registro della velocità e direzione dell'aereo, guardando gli strumenti del pilota, e, applicando le dovute correzioni in base a velocità e direzione del vento (comunicate prima del decollo e quindi spesso errate), delineavano grosso modo la posizione dell'aereo in cui viaggiavano. Aiuti potevano venire da elementi terrestri facilmente riconoscibili dall'alto: coste, fiumi e strade. Se l'equipaggio riusciva ad arrivare sulla città da attaccare, molte volte nuvole, nebbia, fumo o inquinamento atmosferico rendevano più complicata la già di per sé ardua impresa di individuare l'obiettivo specifico da distruggere. Solo una volta tornati in Gran Bretagna i bombardieri potevano essere aiutati via radio a tornare all'aeroporto di partenza.
Per dare un'idea delle difficoltà iniziali, nel maggio 1940 un equipaggio, a cui era stato ordinato di colpire un aeroporto nei Paesi Bassi, incontrò del maltempo e si perse, bombardando una base della RAF nel Cambridgeshire (senza causare vittime). Nell'estate del 1941 il già citato "rapporto Butt" favorì l'adozione del bombardamento a tappeto, indiscriminato ma con più probabilità di colpire qualcosa.
Solo nell'estate 1942 giunsero nuove tecnologie assieme a nuovi aerei che, col passare del tempo, migliorarono la situazione dei piloti.
L'addestramento al volo notturno portò con sé molti piloti caduti in incidenti di volo dovuti all'inesperienza. I primi mesi erano spesi in voli circolari attorno ad un percorso illuminato da terra e in continui voli andata-ritorno verso località prestabilite, quindi si passava ad un addestramento specifico per il bombardamento e per i mitraglieri di bordo. Una volta entrati negli squadroni, i piloti facevano subito testamento.

### PathfindereMaster Bomber
In un'ottica di aumento della precisione dei bombardamenti, nell'agosto 1942 venne formata, con il personale più esperto, una speciale unità di designatori di obiettivi. La Pathfinder Force, questo era il suo nome, nell'ordine di battaglia iniziale includeva gli squadroni numero 156 (Wellington), 109 (Mosquito), 7 (Stirling), 35 (Halifax) e 83 (Lancaster), ma nel corso della guerra gli squadroni aumentarono fino a diciannove più il 1409º squadrone meteorologico e un'unità di addestramento, sicché la Pathfinder Force diventò l'8º gruppo del Bomber Command sotto il comando dell'abile Air Vice-Marshall Donald Clifford Bennett Gli aviatori inquadrati in questo speciale reparto avevano il compito di precedere la grande massa di bombardieri e, servendosi delle più moderne e migliori tecnologie disponibili, colpire con speciali razzi o bombe illuminanti colorate gli obiettivi della missione, in modo da facilitare lo sgancio delle "vere" bombe ai colleghi che li seguivano. In particolare, il modo in cui veniva "marcato" un bersaglio dipendeva dalle condizioni meteo e dalla precisione richiesta dalla missione. Una prima tecnica, chiamata "Parramatta" e usata quando l'obiettivo era di grandi dimensioni, prevedeva che i Pathfinder dotati di H2S od Oboe vi lanciassero delle speciali bombe illuminanti (Target Indicator, TI) continuando ad illuminare la zona con successive ondate di aerei; se invece l'obiettivo era di ridotte dimensioni, entrava in gioco la tattica "Newhaven": prima si lanciavano candelotti luminosi attaccati a dei paracadute per illuminare la zona, poi si procedeva con lo sgancio delle TI. In presenza di nebbia o nuvole, una volta identificata la città o la fabbrica da bombardare sempre tramite H2S od Oboe, i Pathfinder mettevano in pratica il metodo "Wanganui" scaricando speciali TI luminosi paracadutati. A seconda del numero e della priorità delle zone da colpire in una singola città, le TI potevano essere gialle, verdi o rosse.
Un ulteriore passo avanti venne fatto con l'istituzione dei cosiddetti "Master Bomber", piloti veterani e abili che sorvolavano in tondo la zona dell'obiettivo impartendo ordini via radio circa la direzione da cui colpire, quali zone colpire prima e l'ordine di successione degli equipaggi che andavano all'attacco. Tale compito si rivelò molto utile quando in cielo regnava nebbia o fumo che oscuravano la visibilità, o quando i tedeschi accendevano falsi segnali in luoghi lontani dalle città.

## Comandanti
- 14 luglio 1936 - John Miles Steel
- 12 settembre 1937 - Edgar Ludlow-Hewitt
- 3 aprile 1940 - Charles Portal
- 5 ottobre 1940 - Richard Peirse
- 8 gennaio 1942 - Jack Baldwin (interim)
- 22 febbraio 1942 - Arthur Harris
- 15 settembre 1946 - Norman Bottomley
- 16 gennaio 1947 -Hugh Saunders
- 8 ottobre 1947 - Aubrey Ellwood
- 2 febbraio 1950 - Hugh Pughe Lloyd
- 9 aprile 1953 - George Mills
- 22 gennaio 1956 - Harry Broadhurst
- 20 maggio 1959 - Kenneth Cross
- 1º settembre 1963 - John Grandy
- 19 febbraio 1965 - Wallace Kyle